# Flavio Rojas
Flavio Germán Rojas Catalán (Santiago, Chile, 16 de enero de 1994) es un futbolista chileno. Juega de defensa central y actualmente se encuentra en Deportes Linares.

## Clubes
| Club                  | País  | Año       |
| --------------------- | ----- | --------- |
| Cobresal              | Chile | 2014-2019 |
| Coquimbo Unido        | Chile | 2020      |
| Unión San Felipe      | Chile | 2020      |
| Deportes Puerto Montt | Chile | 2021      |
| San Antonio Unido     | Chile | 2022      |
| Deportes Linares      | Chile | 2024-Act. |

## Palmarés

### Campeonatos nacionales
| Título           | Club     | País  | Año    |
| ---------------- | -------- | ----- | ------ |
| Primera División | Cobresal | Chile | 2015-C |